# 38-as busz (Győr)
A győri 38-as autóbusz A Révai Miklós utcai végállomástól  Nádorvároson, Adyvároson és Szabadhegyen keresztül az Ipari parkba közlekedik. Ezzel összeköttetést biztost a belváros (pályaudvar, központi autóbusz végállomások), a nagy lakótelepek és az Ipari parkba kitelepített üzemek, valamint a gyártelepeken működő vállalkozások között. A járatot a Volánbusz üzemelteti.

## Története
Átalakult a 2009 évi átszervezéskor a munkásszállító autóbuszvonalak hálózata, egyszerűsödve, ugyanakkor több lehetőséget kínálva az utasok számára. A 15-ös jelzésű „ipari körjárat” munkanapokon napközben rendszeres eljutási lehetőséget biztosít mind a Rába, az Audi és az Ipari Park üzemeihez. Az Ipari Park új üzemei (pl. a Körtefa utca) is kiszolgálásra kerülnek. Továbbra is biztosított a közvetlen kapcsolat a nagy lakótelepek és a gyárak között a főbb munkakezdési és befejezési időpontokban (12, 15A, 20, 24, 25 és a 38-as jelzésű vonalak), továbbá a 20-as vonal módosításával a József Attila lakótelep és az Audi, Rába gyárak között is közvetlen kapcsolat jön létre munkanapokon. A munkásszállító hálózat nem új, hanem már létező hálózati elem, tehát nem új szolgáltatásról, hanem a - meglévő rendszer – az utasok igényeihez jobban illeszkedő  átalakításáról szólt.

## Közlekedése
Mindennap közlekedik, a műszakváltásokhoz igazítva.

## Útvonala
| Ipari Park, Almafa utca, Czompa Kft. felé | Révai Miklós utca felé |
| --- | --- |
| Révai Miklós utca – Révai Miklós utca – Városház tér – Szent István út – Baross Gábor híd – Baross Gábor út – Wesselényi utca – Bartók Béla út – Szigethy Attila út – Tihanyi Árpád út – Jereváni út – József Attila utca – Tatai út – Hecsei út – Szentiváni út – Juharfa utca – Mandulafa sor – Berkenyefa sor – Gesztenyefa út – Juharfa utca – Nyírfa sor – Gesztenyefa út – Juharfa utca – Kőrisfa utca – Tibormajori út – Juharfa utca – Platánfa utca – Körtefa utca – Almafa utca – Ipari Park, Almafa utca, Czompa Kft. (– Tibormajori út – Homokbánya utca – Égerfa utca – Ipari Park, Égerfa utca) | (Ipari Park, Égerfa utca – Égerfa utca – Juharfa utca – Tibormajori út –) Ipari Park, Almafa utca, Czompa Kft. – Almafa utca – Körtefa utca – Platánfa utca – Juharfa utca – Nyírfa sor – Gesztenyefa út – Berkenyefa sor – Mandulafa sor – Szentiváni út – Hecsei út – Tatai út – József Attila utca – Jereváni út – Tihanyi Árpád út – Szigethy Attila út – Bartók Béla út – Hunyadi utca – Baross Gábor híd – Szent István út – Gárdonyi Géza utca – Révai Miklós utca – Révai Miklós utca |

## Megállóhelyei
Az átszállási kapcsolatok között az Ipari Park központját nem érintő 38A busz nincs feltüntetve!
| 38 (Révai Miklós utca – Ipari Park, Almafa utca, Czompa Kft.) | 38 (Révai Miklós utca – Ipari Park, Almafa utca, Czompa Kft.) | 38 (Révai Miklós utca – Ipari Park, Almafa utca, Czompa Kft.)                     | 38 (Révai Miklós utca – Ipari Park, Almafa utca, Czompa Kft.) | 38 (Révai Miklós utca – Ipari Park, Almafa utca, Czompa Kft.) | 38 (Révai Miklós utca – Ipari Park, Almafa utca, Czompa Kft.) | 38 (Révai Miklós utca – Ipari Park, Almafa utca, Czompa Kft.) | 38 (Révai Miklós utca – Ipari Park, Almafa utca, Czompa Kft.) |
| Perc (↓)                                                      | Perc (↓)                                                      | Megállóhely                                                                       | Perc (↑)                                                      | Perc (↑)                                                      | Perc (↑)                                                      | Átszállási kapcsolatok | Fontosabb létesítmények |
| ------------------------------------------------------------- | ------------------------------------------------------------- | --------------------------------------------------------------------------------- | ------------------------------------------------------------- | ------------------------------------------------------------- | ------------------------------------------------------------- | --- | --- |
| 0                                                             | 0                                                             | Révai Miklós utca végállomás                                                      | 32                                                            | 30                                                            | 40                                                            | 1, 1A, 2, 5, 5B, 5R, 6, 7, 8, 8B, 9, 9A, 11, 12, 12A, 14, 14B, 15, 15A, 17, 17B, 19, 19A, 21, 21B, 22, 22A, 22B, 22Y, 29, 30, 30A, 30B, 30Y, 31, 31A, 37, 42, CITY Távolsági járatok S10 G10 , IC, InterRégió, EC, EN, ER, gyorsvonat, expresszvonat, | Győr Helyi autóbusz-állomás, Bisinger József park, Posta, Városháza, Kormányablak |
| ∫                                                             | ∫                                                             | Gárdonyi Géza utca                                                                | 31                                                            | 29                                                            | 39                                                            | 6, 7, 8, 8B, 10, 11, 11Y, 12, 12A, 14, 14B, 15, 15A, 30, 30A, 30B, 30Y, 31, 31A, 42, CITY | Győr-Moson-Sopron Vármegyei Kereskedelmi és Iparkamara, GYSZSZC Deák Ferenc Közgazdasági Szakgimnáziuma, Révai Parkolóház, Bisinger József park |
| 1                                                             | 1                                                             | Városháza (↓) Baross Gábor híd, belvárosi hídfő (↑) Városközpont                  | 29                                                            | 27                                                            | 37                                                            | 1, 1A, 2, 5, 5B, 5R, 6, 7, 8, 8B, 9, 9A, 11, 12, 12A, 14, 14B, 15, 15A, 17, 17B, 19, 19A, 21, 21B, 22, 22A, 22B, 22Y, 29, 30, 30A, 30B, 30Y, 31, 31A, 37, 42, CITY Távolsági járatok S10 G10 , IC, InterRégió, EC, EN, ER, gyorsvonat, expresszvonat, | Győr Városháza, 2-es posta, Honvéd liget, Révai Miklós Gimnázium, Földhivatal, Megyeháza, Győri Törvényszék, Büntetés-végrehajtási Intézet, Richter János Hangverseny- és Konferenciaterem, Vízügyi Igazgatóság, Zenés szökőkút, Bisinger József park, Kormányablak |
| ∫                                                             | ∫                                                             | Bartók Béla út, Kristály étterem                                                  | 27                                                            | 25                                                            | 35                                                            | 5, 5B, 5R, 6, 7, 9, 9A, 17, 17B, 19, 19A, 21, 21B | Helyközi autóbusz-állomás, Munkaügyi központ, ÉNYKK Zrt. forgalmi iroda, Leier City Center |
| 3                                                             | 3                                                             | Roosevelt utca (Bartók-emlékmű)                                                   | 26                                                            | 24                                                            | 34                                                            | 5, 5B, 5R, 6, 7, 9, 9A, 17, 17B, 19, 19A, 21, 21B | Gárdonyi Géza Általános Iskola, Attila utcai Óvoda |
| 4                                                             | 4                                                             | Bartók Béla út, vásárcsarnok                                                      | 25                                                            | 23                                                            | 33                                                            | 5, 5B, 5R, 6, 7, 9, 9A, 17, 17B, 19, 19A, 21, 21B | Vásárcsarnok, Dr. Kovács Pál Könyvtár, Vármegyei Rendőr-főkapitányság, Mosolyvár Óvoda |
| 6                                                             | 6                                                             | Szigethy Attila út, könyvtár                                                      | 24                                                            | 22                                                            | 31                                                            | 7, 9, 9A, 17, 17B, 19, 19A, 20Y | Dr. Kovács Pál Könyvtár és Közösségi Tér, Kossuth Zsuzsanna Leánykollégium, TESCO, Vásárcsarnok, Győr-Moson-Sopron Vármegyei Rendőr-főkapitányság |
| 8                                                             | 8                                                             | Tihanyi Árpád út, kórház                                                          | 22                                                            | 20                                                            | 29                                                            | 2, 2B, 11, 11Y, 14, 14B, 25, 32, 34, 36, 37 | Petz Aladár Egyetemi Oktató Kórház, Vuk Óvoda, Fekete István Általános Iskola, Kassák úti Bölcsőde |
| 10                                                            | 10                                                            | Tihanyi Árpád út, adyvárosi tó                                                    | 20                                                            | 18                                                            | 27                                                            | 2, 2B, 6, 7, 17, 17B, 20, 26, 41 | Győr Plaza, Adyvárosi tó, PENNY MARKET |
| 12                                                            | 12                                                            | Jereváni út, posta                                                                | 19                                                            | 17                                                            | 25                                                            | 2, 2B, 6, 7, 17, 17B, 20, 26, 41 | Szabadhegyi Magyar-Német Két Tanítási Nyelvű Általános Iskola és Gimnázium, Lepke utcai Óvoda, Posta |
| 13                                                            | 13                                                            | Jereváni út, József Attila utca                                                   | 18                                                            | 16                                                            | 24                                                            | 6, 7, 17, 17B, 26 | Szent Anna templom |
| 14                                                            | 14                                                            | Templom utca                                                                      | 17                                                            | 15                                                            | 23                                                            | 7, 17, 17B, 26 | Szent Anna templom, József Attila Művelődési Ház, Móra Ferenc Óvoda, Móra park, Radó Tibor Általános Iskola |
| 15                                                            | 15                                                            | Venyige utca                                                                      | 16                                                            | 14                                                            | 22                                                            | 7, 17, 17B, 26 | Kodály Zoltán Általános Iskola, Tárogató Óvoda |
| 16                                                            | 16                                                            | Varga Katalin utca                                                                | 15                                                            | 13                                                            | 21                                                            | 7, 17, 17B, 26 | |
| 17                                                            | 17                                                            | Kakashegy utca                                                                    | 14                                                            | 12                                                            | 20                                                            | 7, 17, 17B, 26 | |
| ∫                                                             | ∫                                                             | Tatai út, trafóház                                                                | 10                                                            | 10                                                            | 12                                                            | 15, 25, 26, 28 | |
| 20                                                            | 22                                                            | Ipari Park, Csörgőfa sor                                                          | 8                                                             | 8                                                             | 9                                                             | 15, 25, 30B, 30Y | |
| 21                                                            | 23                                                            | Ipari Park, MAN Kft.                                                              | 7                                                             | 7                                                             | 8                                                             | 15, 25, 30Y | |
| 22                                                            | 24                                                            | Ipari Park, Propex Kft.                                                           | 6                                                             | 6                                                             | 6                                                             | 15, 25, 30Y | |
| 23                                                            | 25                                                            | Ipari Park, Innonet központ                                                       | 4                                                             | 4                                                             | 4                                                             | 15, 25, 30Y | |
| 25                                                            | 28                                                            | Ipari Park, Kőrisfa utca                                                          | ∫                                                             | ∫                                                             | ∫                                                             | 25 | |
| 26                                                            | 30                                                            | Ipari Park, E.ON Zrt.                                                             | ∫                                                             | ∫                                                             | ∫                                                             | 15, 25, 26, 28 | |
| 27                                                            | 31                                                            | Ipari Park, VT Mechatronics Kft. (Korábban: Ipari Park, STS Group Zrt. (Datamen)) | 3                                                             | 3                                                             | 3                                                             | 15, 25, 30Y | |
| 28                                                            | 32                                                            | Ipari Park, Körtefa utca, Doka Kft.                                               | 2                                                             | 2                                                             | 2                                                             | 15, 25 | |
| 29                                                            | 33                                                            | Ipari Park, Győri Keksz Kft. (Korábban: Ipari Park, Tintoria Kft.)                | 1                                                             | 1                                                             | 1                                                             | 15, 25 | |
| 30                                                            | 34                                                            | Ipari Park, Almafa utca, Czompa Kft.                                              | 0                                                             | 0                                                             | 0                                                             | 15, 25, 26, 28, 30Y | |
|                                                               |                                                               |                                                                                   |                                                               |                                                               |                                                               | | |
| 31                                                            | 35                                                            | Ipari Park, Szinflex Plus Kft.                                                    | 1                                                             | 1                                                             | 1                                                             | 15, 25, 26, 28, 30Y | |
| 32                                                            | 36                                                            | Ipari Park, Égerfa utca                                                           | 0                                                             | 0                                                             | 0                                                             | 25 | |

1. 1 2  Csúcsidőszakon kívül a menetidő rövidebb. Egyes járatok kiemelt csúcsidei menetidővel közlekednek.

## Külső hivatkozások
- Babitzky Ákos – dr. Kovács Ferenc: A Kisalföld Volán Rt. bemutatása (2001)
- https://web.archive.org/web/20100214185151/http://www.kisalfoldvolan.hu/valtozo_dokumentumok/menetrend_gyor.pdf